# Adam Seide
Adam Seide, geboren als Wilhelm Seide (* 2. Juli 1929 in Hannover-Linden; † 29. April 2004 in Limburg an der Lahn) war ein deutscher Schriftsetzermeister, Galerist, Schriftsteller, Herausgeber, Kunst- und Theaterkritiker.

## Leben
Adam Seide eröffnete nach seiner Ausbildung zum Schriftsetzer und Wanderjahren in Norddeutschland im Jahr 1958 eine der ersten privaten Galerien in Hannover (bis 1962). Die Galerie galt als Treffpunkt der Kunstszene der zweiten Nachkriegsgeneration. Nach seinem 1962 erfolgten Umzug nach Frankfurt am Main setzte Seide hier seine Galerietätigkeit fort. Er wohnte in einem Haus am Röderbergweg Nr. 64 gemeinsam mit den Künstlern Alf Bayrle und Thomas Bayrle. In den 1980er Jahren im Umfeld der progressiven Verlage März, Melzer und Athenäum war Seide Mitbegründer des Hessischen Literaturbüros (heute Hessisches Literaturforum).
Als erster Stadtschreiber in Unna 1982/83 entstand sein Buch Taubenkasper. Seit 1990 war Adam Seide P.E.N.-Mitglied. In dem Jahr erhielt ein längeres Stipendium für den  Künstlerhof Schreyahn. 1991 erhielt er den Gerrit-Engelke-Preis der Stadt Hannover. Im Jahr 2000 wurde er mit dem Nicolas Born-Preis des Landes Niedersachsen ausgezeichnet.
Seit 1998 lehrte Adam Seide als Dozent an der Staatlichen Hochschule für Gestaltung Karlsruhe (HfG) „Literatur und Neue Medien“. In Zusammenarbeit mit seinen Studenten setzte er vielfältige Projekte um, so begründete er beispielsweise den Gedichtgenerator „Versfabrik“.
Verheiratet war Adam Seide mit der Bildhauerin Ann Reder. Adam Seide starb am 29. April 2004 in Limburg/Lahn an den Folgen einer Lungenentzündung. Er liegt auf dem Frankfurter Hauptfriedhof begraben. Seit dem 16. Juli 2005 gibt es in Karlsruhe das Adam Seide Archiv, das den handschriftlichen Nachlass verwaltet. Die Bibliothek von Adam Seide wird in der Gottfried-Wilhelm-Leibniz-Bibliothek in Hannover aufbewahrt.
Adam Seide war als Typograph, Schriftsteller, Galerist, Dozent und Kritiker tätig und gab mehrere Literaturzeitschriften, darunter Yardbird, der Egoist und der Neue Egoist heraus.

## Schriften

„Die braunschweigische Johanna. Ein deutsches Requiem.“ von 1986. Das Werk thematisiert das Schicksal der 19-jährigen Erna Wazinski, die Ende 1944 wegen Plünderung von einem NS-Sondergericht zum Tode verurteilt und hingerichtet wurde.

- 1976: Was da war.... In: Neue Szene Frankfurt am Main 1970–76. Ein Kultur-Lesebuch. Herausgegeben von Katharina Bleibohm und Wolfgang Sprang. Mit Unterstützung des Dezernats Kultur und Freizeit der Stadt Frankfurt am Main. Verlag Waldemar Kramer, Frankfurt a. M. 1976, S. 127–129.
- 1979: Das ABC der Lähmungen (Prosa, Postskriptum).
- 1980: Im Zustand wie gesehen (Roman, Rowohlt).
- 1981: Zero in Frankfurt? Für Hermann Göpfert und Rochus Kowalleck. In: Phoenix. Alte Oper Frankfurt. Konzept und Realisation von Ausstellung, Festival, Buch und Zeitung: Manfred de la Motte (mehr das „Stabile“), Walter E. Baumann (mehr das „Mobile“). Frankfurt a. M. 1981
- 1983: nachdem alles aufgezählt worden ist, [...]. In: Walter Hanusch. 11.-Sept. – 9. Okt. 1983. galerie + werkstatt e. V. Kunstverein Wolfenbüttel. Verlag Werkstätten Galerie tg TIMM GIERIG, Frankfurt a. M. 1983, S. 2.
- 1985: Taubenkasper. Von Kämpfen, Siegen, Niederlagen, Verstrickungen, Weimarer Republik und Zechenkolonie (Roman, Athenäum).
- 1986: Die braunschweigische Johanna. Ein deutsches Requiem (Roman, Athenäum; Revonnah 1999, 2. erw. Aufl. 2001). ISBN 3-934818-25-0
- 1987: Rebecca oder ein Haus für Jungfrauen jüdischen Glaubens in Frankfurt am Main (Roman, Athenäum).
- 1999: Beckett (Essays, Revonnah). ISBN 3-934818-35-8
- 2000: ...es ist nur eine Reise... (1. Teil der Romantrilogie »Drei alte Maler«, Revonnah). ISBN 3-927715-69-7
- 2012: ABC der Lähmungen. Ein Kneipenroman. Herausgegeben von Harry Oberländer und dem Adam Seide Archiv. Zürich 2012.

## Publikationen
- 1958–1976: Yardbird/Egoist/Der neue Egoist (Zeitschrift, Hannover Frankfurt).
- 1958–1962: Schriften zur zeitgenössischen Kunst (Schriftenreihe, Linden).
- 1962 Anspielungen von Albert Schulze Vellinghausen, Friedrich Verlag, Hannover
- 1963 u. 1983: Was da ist. Kunst und Literatur in Frankfurt (Anthologie, Frankfurt).
- 1978: Poetische Schnellpost (Zeitschrift, Wunstorf).
- 1986/87: Hessischer Literaturbote (Zeitschrift, Frankfurt).
- 1987: KindheitsVerluste (weitere Herausgeber: Wolfgang Fienhold, Klaus E. Schmidt-Mâcon; Brandes & Apsel, Frankfurt).
- 1998–2004: Munitionsfabrik (Nr. 1–12, Zeitung, Hochschule für Gestaltung Karlsruhe).
- 2002: TransAtlantik (Zeitschrift, Hochschule für Gestaltung Karlsruhe).

## Gestaltung, Typographie, Graphik
- 1960–1980: Theater heute (Zeitschrift, Velber b. Hannover).
- 1962: Anspielungen von Albert Schulze-Vellinghausen, Friedrich Verlag, Hannover
- 60er Jahre Zeitschrift und Plakate der Volksbühne Frankfurt.